# A-391
La A-391 es la carretera autonómica perteneciente a la Red de carreteras de Andalucía, comunica las localidades de Roquetas de Mar y Aguadulce con la comarca de Las Alpujarras. Su recorrido se inicia en la población de Roquetas de Mar en el enlace con la A-7 Autovía del Mediterráneo. Su recorrido en dirección a la Sierra de Gádor. A continuación hay un tramo mejorado que llega hasta la urbanización La Envía, a partir de aquí la carretera es de montaña tiene un trazado antiguo. Las siguientes poblaciones que une son Vícar, Felix, Enix, El Marchal de Antón López, la carretera atraviesa la Sierra de Gádor llegando a enlazar con la carretera autonómica A-348 la carretera de Las Alpujarras donde pone fin a su itinerario.

## Puente Martinico
Para salvar el Barranco del Salto del Caballo, en el punto kilométrico 26,5 se construyó un puente en el siglo XVIII a base de mampostería y cal, y con un pequeño arco de medio punto como única luz.

## Poblaciones que cruza
- Roquetas de Mar
- Vícar
- Felix
- Enix
- Alhama de Almería
- Alicún